# István Kerner
István Kerner (Máriakéménd (comtat de Baranya, 5 d'abril de 1867 – Budapest, 27 d'agost de 1929), va ser un director d'orquestra hongarès, president-director de l'Orquestra Filharmònica de Budapest (1900-1918) i membre de tota la vida de l'Òpera Estatal Hongaresa.

## Biografia
El seu pare, János Kerner, hi va treballar com a professor de cantor i va ser el primer professor de música del seu fill. Va aprendre a tocar el piano i l'orgue amb ell. Va continuar els seus estudis musicals a l'Orquestra Nacional de Budapest. Aquí, Karoly Huber i Jenő Hubay van ser els seus professors. Va estudiar violí i viola. El 1884/85, es va incorporar a l'Òpera com a violista. Hi va treballar sota la direcció de dos directors: Sándor Erkel i Gustav Mahler. Kerner es considerava i es va declarar seguidor de Sándor Erkel. El 1892 es va convertir en repetidor i el 1896 en director. Des del 1927 va ser el director musical en cap.
El 7 de novembre de 1900, amb motiu del 90è aniversari del naixement del seu pare, va presentar un artístic programa.
- Beethoven: Simfonia Eroica
- Ferenc Erkel: Obertura festiva
- Franz Liszt: Concert per a piano en mi bemoll major
- Goldmark: Schenzo

Kerner va continuar el culte a Beethoven, però Haydn, Mozart, Txaikovski, Sibelius també tenia molt espai en els programes.
Tot i que Kerner va dirigir diverses estrenes de Bartók, no va aconseguir simpatitzar amb ell a la Filharmònica, això només vindrà més tard, durant l'època de Dohnányi dins.
La grandesa de Kerner també es reflecteix en el fet que no només va presentar els grans noms i va tocar, però també va donar l'oportunitat de presentar els joves mestres i les seves obres. D'aquests noms, s'han fet coneguts i menys coneguts, la qüestió és un, que se'ls va donar una oportunitat.
Durant l'època d'István Kerner, l'estructura del programa dels concerts de la Filharmònica va canviar. Anteriorment, la simfonia era l'inici dels programes, però en l'època de Kerner era el final del programa. Si una simfonia es col·locava al capdavant del programa, era majoritàriament una nova descobert per Haydn o Mozart. A partir de 1907, l'Orquestra Filharmònica va abandonar Budapest diverses vegades i va viatjar a Nyíregyháza, Keszthely, Viena i Berlín.
Kerner també va tenir un altre paper important, creant la i després l'assaig general estarà subjecte a una tarifa d'entrada. Va ser un excel·lent director de Txaikovski.